# Подоский, Габриель Ян
Габриель-Ян Подоский (1719—1777) — референдарий польского королевства, с 1767 года архиепископ Гнезненский.
Был орудием в руках Репнина, который и добился утверждения его примасом. Прибывший в Польшу в 1768 году Сальдерн удалил Подоского, обвиняя его в «поддержании интриг и беспокойств», имевших целью низвергнуть короля Станислава Августа. В своём донесении в Петербург Сальдерн писал о Подоском, что «у него нет ни закона, ни веры, ни кредита: его не уважает народ, его презирают сильные, его ненавидят слабые».
Оставшиеся после Подоского исторические документы изданы в 1854—1862 годах под заглавием «Teka Gabryjela-Junoczy Podoskiego».